# Cinco de Mayo, Ajalpan
Cinco de Mayo är en ort i Mexiko.   Den ligger i kommunen Ajalpan och delstaten Puebla, i den sydöstra delen av landet, 230 km sydost om huvudstaden Mexico City. Cinco de Mayo ligger 1 314 meter över havet och antalet invånare är 578.
Terrängen runt Cinco de Mayo är varierad. Runt Cinco de Mayo är det tätbefolkat, med 427 invånare per kvadratkilometer. Närmaste större samhälle är Tehuacán, 14,2 km väster om Cinco de Mayo. Trakten runt Cinco de Mayo består till största delen av jordbruksmark.